# Eutetranychus palmatus
Eutetranychus palmatus är en spindeldjursart som beskrevs av Attiah 1967. Eutetranychus palmatus ingår i släktet Eutetranychus och familjen Tetranychidae. Inga underarter finns listade i Catalogue of Life.